# Andreas Beese
Andreas Beese (* 1961 in Singen (Hohentwiel)) ist ein deutscher ehemaliger Journalist und Berater. Er war von 2015 bis 2016 Regierungssprecher der Landesregierung Brandenburg und von 2005 bis 2009 stellvertretender Regierungssprecher des Freistaates Sachsen.

## Leben
Beese studierte Verwaltungswissenschaften an der Universität Konstanz. Im Jahr 1992 arbeitete er kurzzeitig als Redakteur bei der Saarbrücker Zeitung und wurde im selben Jahr Leiter des Lokalbüros in Forst der Lausitzer Rundschau. Bei der Lausitzer Rundschau war er zuletzt ab Ende 1999 Koordinator für die 14 Lokalredaktionen.
Von Juli 2000 bis Januar 2005 war er Pressesprecher der SPD-Fraktion im Sächsischen Landtag. Am 1. Februar 2005 wurde er als Nachfolger von Monika Dunkel stellvertretender Regierungssprecher des Freistaates Sachsen unter der Großen Koalition von Ministerpräsident Georg Milbradt (CDU). Als 2009 die Große Koalition von einer schwarz-gelben Koalition von Ministerpräsident Stanislaw Tillich (CDU) abgelöst wurde, schied er im Oktober 2009 aus dem Amt des stellvertretenden Regierungssprechers aus. Anschließend übernahm er von 2009 bis 2015 die Leitung des Referates für Verbraucherschutz im Sächsischen Staatsministerium für Soziales und Verbraucherschutz. 
Am 1. September 2015 wurde Beese unter Ministerpräsident Dietmar Woidke (SPD) zum Regierungssprecher der Landesregierung Brandenburg ernannt. Im August 2016 trennte sich Woidke von Beese als Regierungssprecher aufgrund eines Vertrauensverlustes. Danach wechselte er in eine Fachabteilung eines Ministeriums.